# Bonifaci III de Toscana
Bonifaci III de Toscana també anomenat Bonifaci de Canossa (era fill del comte Tedald i de Wil·la de Bolonya), nascut vers 985 i assassinat en un bosc entre Cremona i Màntua el 6 de maig de 1052) fou marquès de Màntua des del 1004, de Canossa (1015) i duc de la Toscana el 1027. També fou duc de Spoleto i senyor de Ferrara, Reggio, Canossa, Mòdena, Massa, Parma, Plasència i de part dels Estats pontificis i d'Umbria. Es va casar amb Riquida de Bèrgam, filla del comte palatí Giselbert. Fou declarat pel seu pare com únic hereu amb exclusió dels seus germans.
En una lluita que s'embrancà entre Arduí d'Ivrea i Enric II del Sacre Imperi Romanogermànic amb motiu del regne d'Itàlia (1014) es va declarar pel segon. El 1016 va combatre el marquès de Torí al costat de l'emperador. El 1020 va sufocar una revolta del seu germà Conrad. El 1027 va rebre el ducat de Toscana de l'emperador per haver sostingut la candidatura de Conrad II Hohensataufen; el domini de la Toscana li va donar el control de les rutes entre els Alps o el sud d'Itàlia.
El 1032 apareix combatent contra Eudes II de Blois, comte de Troyes i de Meaux. El 1037 es va casar en segones noces amb Beatriu, filla de Frederic II de Lorena, duc de l'Alta Lorena i comte de Bar, neboda de l'emperadriu Gisela (esposa de Conrad II). D'aquest matrimoni van néixer:
- Baatriu († 1053)
- Bonifaci IV de Toscana († 1055), marquès de Toscana
- Matilde dita Matilde de Canossa († 1115), marquesa de Toscana, casada amb el duc Godofreu III de Baixa Lotaríngia conegut com a Godofreu el Barbut; en segones noces es va casar amb Welf IV, duc de Baviera.

Aquest matrimoni el va fer molt influent a l'imperi el que no va deixar de provocar gelosies i maniobres d'altres magnats. Va ampliar les seves possessions a vegades a costa de l'Església. El 1049 va participar en el sínode de Pavia. A la seva mort i després d'un breu govern de Bonifaci IV que tenia uns 12 anys i va morir encara menor, va recollir l'herència dels seus dominis la seva filla, Matilde (Matilde de Canossa).